# Kyberagent
Kyberagent (též Inteligence, v anglickém originále Intelligence) je americký akční televizní seriál, jeho hlavními hrdiny jsou členové jednotky US Cyber Comand. Seriál měl premiéru 7. ledna 2014 na stanici CBS s hodnocením 2,4 a sledovaností přesahující 16,49 milionu diváků. Tvůrcem seriálu je Michael Seitzman.

## Děj
Gabriel Vaughn není obyčejný veterán speciálních jednotek. V současnosti působí jako agent, vybavený špičkovou technologií a díky čipu ve své hlavě má možnost ovládat a využívat elektronické přístroje, připojit se na satelity, internet, telefony a podobně. Je tak prvním člověkem, který je připojený do globální informační sítě. Šéfkou jednotky, pro kterou Gabriel pracuje, je Lillian Strand, jenž mu přes další členy týmu poskytuje maximální podporu a zálohu. Aby Gabriela ochránila, rozhodne se k němu přidělit agentku tajné služby Riley Neal, která má zabránit veškerým vnějším hrozbám proti němu a také se postarat o to, aby zbytečně neriskoval.

## Hlavní postavy
| Josh Holloway        | Gabriel Vaughn                     |
| Marg Helgenbergerová | Lillian Strandová                  |
| Meghan Oryová        | agentka tajné služby Riley Nealová |
| Michael Rady         | Chris Jameson                      |
| John Billingsley     | Shenendoah Cassidy                 |
| P. J. Byrne          | Nelson Cassidy                     |

## Vysílání
| Řada | Díly | Premiéra v USA | Premiéra v USA  | Premiéra v ČR   | Premiéra v ČR     |
| Řada | Díly | První díl      | Poslední díl    | První díl       | Poslední díl      |
| ---- | ---- | -------------- | --------------- | --------------- | ----------------- |
| 1    | 23   | 7. ledna 2014  | 31. března 2014 | 15. června 2015 | 27. července 2015 |